# 9845 Окамураосаму
9845 Окамураосаму (9845 Okamuraosamu) — астероїд головного поясу, відкритий 27 березня 1990 року.
Тіссеранів параметр щодо Юпітера — 3,291.
Названо на честь Окамура Осаму (яп. おかむら・おさむ(岡村修) окамура осаму)